# Ремеци пе Сомеш (Марамуреш)
Ремеци пе Сомеш (рум. Remeți pe Someș) насеље је у Румунији у округу Марамуреш у општини Мирешу Маре. Oпштина се налази на надморској висини од 185 m.

## Становништво
Према подацима из 2002. године у насељу је живело 685 становника.

### Попис2002.
| Расподела становништва по националности 2002.‍ | Расподела становништва по националности 2002.‍ | Расподела становништва по националности 2002.‍ | Расподела становништва по националности 2002.‍ | Расподела становништва по националности 2002.‍ |
| --------------------------------------------- | --------------------------------------------- | --------------------------------------------- | --------------------------------------------- | --------------------------------------------- |
|                                               |                                               |                                               |                                               |                                               |
| Румуни                                        | Румуни                                        |                                               | 644                                           | 94,0%                                         |
| Роми                                          | Роми                                          |                                               | 41                                            | 6,0%                                          |